# Joseph Muller
Joseph Muller (Orschwiller, 9 de marzo de 1895-Lamarche, 8 de mayo de 1975) fue un ciclista francés que corrió durante los años 20 del siglo XX. 
En estos años consiguió 2 victorias, entre ellas una etapa del Tour de Francia de 1923.

## Palmarés
- 1921
  - 7.º en la París-Tours
- 1923
  - Vencedor de una etapa en el Tour de Francia
- 1924
  - 1.º en la París-Nancy

## Resultados al Tour de Francia
- 1920. 15.º de la clasificación general
- 1921. 15.º de la clasificación general
- 1922. 16.º de la clasificación general
- 1923. 11.º de la clasificación general. Vencedor de una etapa
- 1924. 6.º de la clasificación general